# Strasser (Taubenrasse)

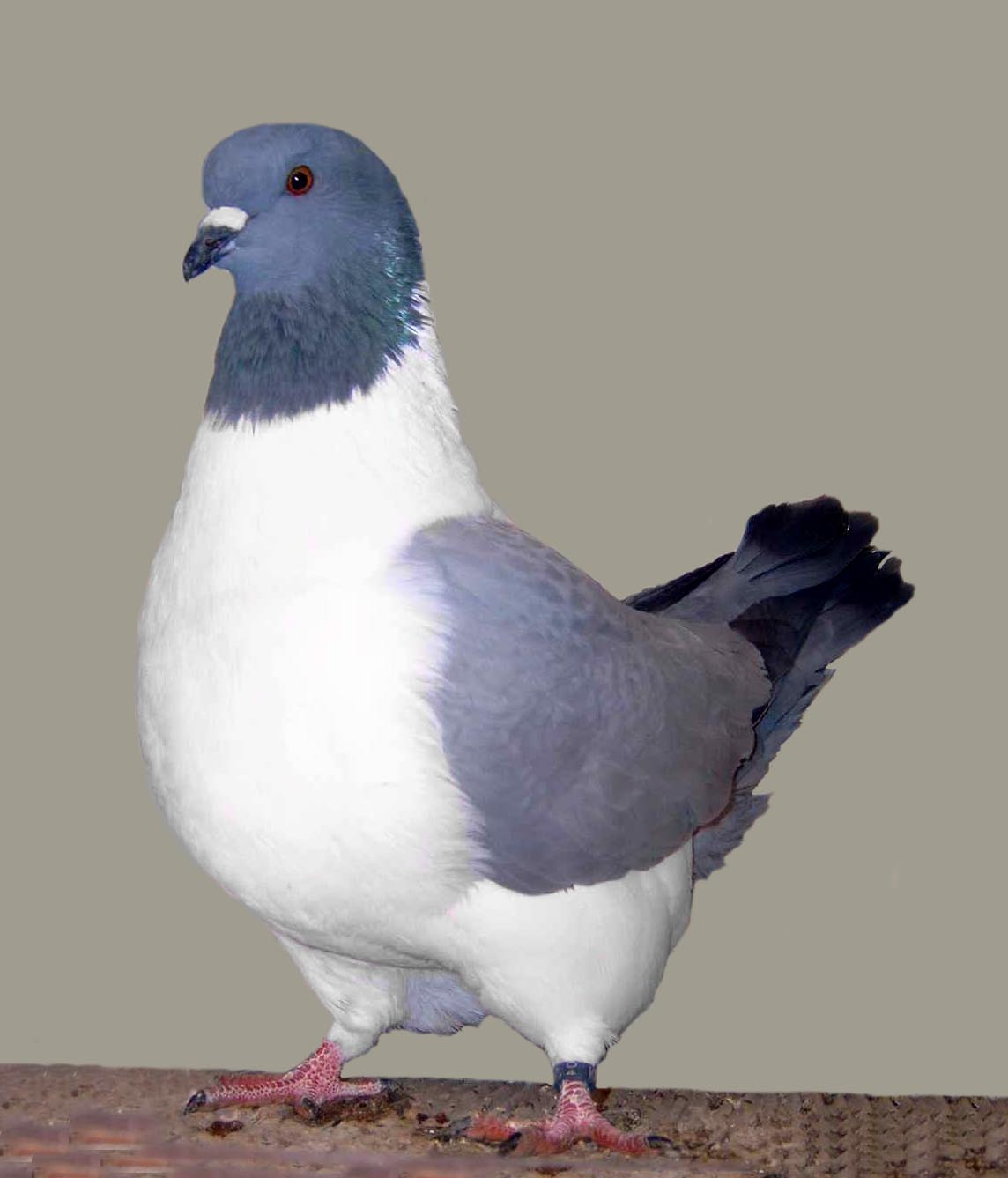
Farbenschlag Blau ohne Binden

Der Strasser (D/0023) beziehungsweise die Strassertaube ist eine Haustaubenrasse und gilt als eine der bekanntesten Formentauben.

## Aussehen
Strassertauben zeichnen sich durch eine kurze, gedrungene und voluminöse Körperform mit einem großen, gerundeten Kopf und einer breiten, ansteigenden Stirn aus. Dazu kommt eine tiefe, breite und vorgewölbte Brust. Die Iris wird lebhaft orangerot bis rot erwartet, grüne und braune Farbtöne sind, wie auch ein grober, auffälliger Augenrand, unerwünscht. Strasser sollen bei einem insgesamt glatten Gefieder einen breiten, tiefen Stand besitzen und den Schwanz in gerader oder leicht abfallender Haltung tragen; Tiere, die den Schwanz am Boden abstützen (sogenannte Schwanzreiter), ihn (wie eine Huhntaube) stark anziehen oder auch Tiere mit stark nach vorne gebeugter Körperhaltung sind nicht das Zuchtziel. Besonders große und massive männliche Tiere können bis zu 1 kg Lebendgewicht erreichen, ein festgeschriebenes Mindest- oder Höchstgewicht gibt es allerdings nicht.
Charakteristisch für diese Rasse ist die Gazzi-Zeichnung, die wegen der Bekanntheit des Strassers auch Strasserzeichnung genannt wird. Wie auf den Abbildungen zu sehen, besitzen Vögel mit dieser Zeichnung einen farbigen Kopf, farbige Flügel und Schwingen sowie ein farbiges Rücken-, After- und Schwanzgefieder, während der Rest des Körpers weiß bleibt. Farbige Federn oder ganze farbige Areale im weiß geforderten Körperbereich, sogenannte Überzeichnungen, sowie weiße Einzelfedern oder Flecken im farbig verlangten Teil der Taube fließen je nach Ausmaß negativ in die Bewertung des Tieres ein.
Die bestehenden Farbenschläge basieren auf verschiedenen Kombinationen einer Reihe von in der Taubengenetik gut bekannten und erforschten Erbfaktoren, viele von ihnen sind Allele. Vornehmlich sind dies die Grundfarben Schwarz und Brieftaubenrot; die vier Zeichnungsanlagen (ohne Binden, mit Binden, gehämmert und dunkelgehämmert), der Ausbreitungsfraktor für Farbe (Spread), der Verdünnungsfaktor Dilution und verschiedene Faktoren, die eine lokale Gefiederentfärbung hervorrufen (z. B. Dominant Opal).
Momentan gibt es die Farbenschläge Blau ohne Binden, Blau mit schwarzen Binden, Blaugehämmert, Blaudunkelgehämmert, (Rezzesiv) Rot und Gelb, Blaufahl ohne Binden, Blaufahl mit dunklen Binden, Blaufahlgehämmert, Blaufahldunkelgehämmert, Rotfahl ohne Binden, Rotfahl mit Binden, Rotfahlgehämmert, Rotfahldunkelgehämmert, Gelbfahl ohne Binden, Gelbfahl mit Binden, Gelbfahlgehämmert, Gelbfahldunkelgehämmert, Blau mit weißen Binden, Hellblau mit weißen Binden, Schwarz mit weißen Binden, (Rezessiv) Rot und Gelb mit weißen Binden, Blauweißgeschuppt, Hellblauweißgeschuppt, Schwarzgesäumt sowie (Rezessiv) Rot- und Gelbgesäumt.

## Herkunft und Zucht

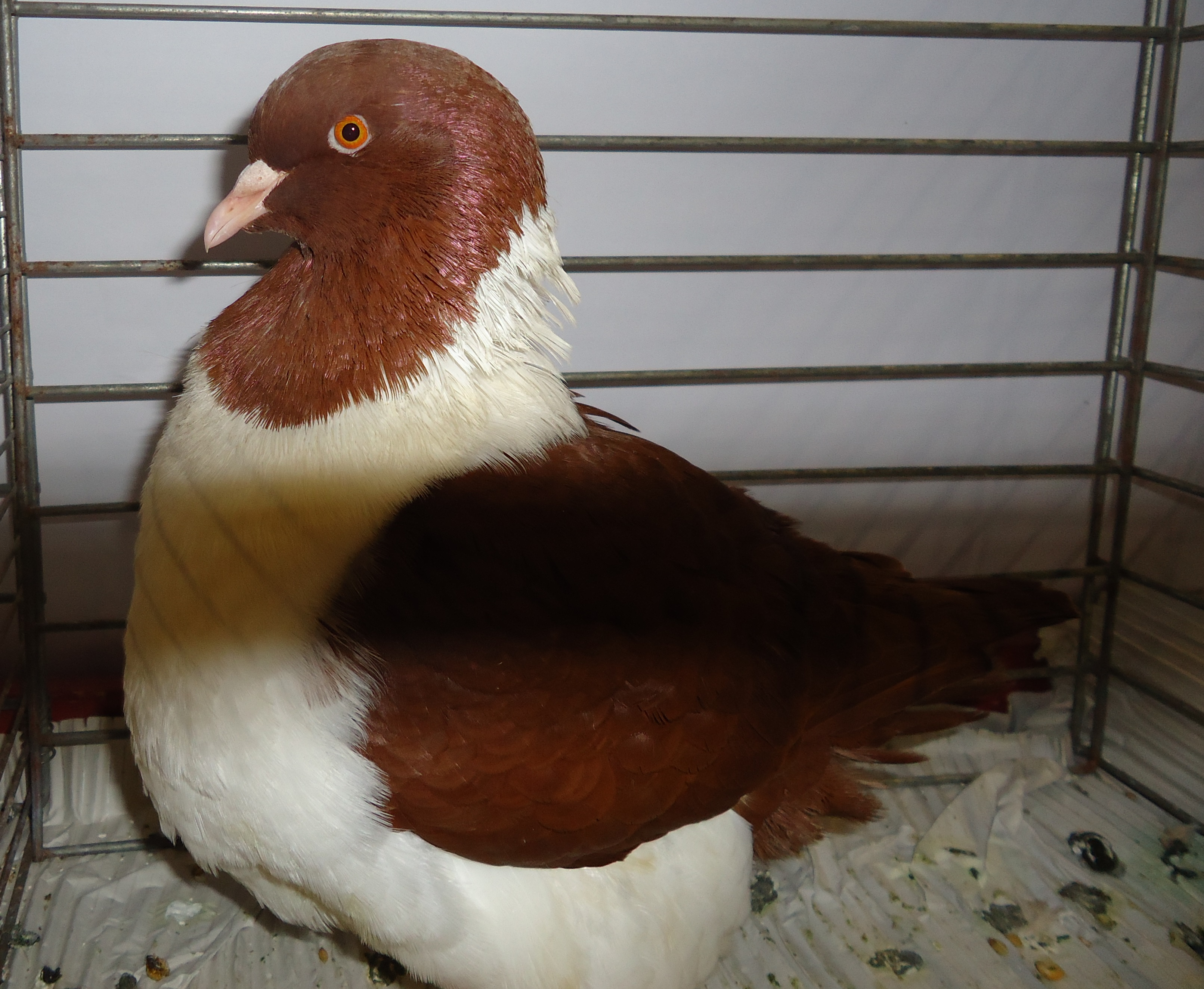
Farbenschlag Rot

Die Strassertaube ist aus Verpaarungen zwischen Florentinern, Kropftauben und Feldtauben hervorgegangen. Sie wurde um ca. 1850 in Mähren im damaligen Kaisertum Österreich erzüchtet. Sie ist noch heute vor allem in der Tschechischen Republik, in Deutschland und in Österreich bei Züchtern beliebt. Nahe Verwandte aus der Zeit der Erzüchtung sind die Böhmentaube (die die Urform des Strassers darstellt), der Mährische Strasser sowie der Prachener Kanik.
In der Bundesrepublik sowie in vielen anderen europäischen Staaten werden Strassertauben standardmäßig mit Ringen des Durchmessers 10 mm beringt. Weil dieser Ring auch bei ausgewachsenen männlichen Tieren am Fuß etwas "Spiel" haben und sich leicht drehen lassen muss, kann die Verwendung des 10er Ringes als inoffizieller Schutzmechanismus gegen übergroße Tauben angesehen werden (Tiere, denen der Ring entfernt werden muss, weil er den Fuß einzuschnüren droht, sind eindeutig zu groß).
Wenn bei der Auswahl der Zuchttiere und der Zusammenstellung der Zuchtpaare darauf nachhaltig Wert gelegt wird, geben Strasser gute Elterntiere ab, die ihre Eier verlässlich bebrüten und die Jungtiere regulär aufziehen - entgegen der Binsenweisheit, voluminöse Tauben seien plump und nachlässig in der Brutpflege. Sie sind im Allgemeinen nicht auf den Ammendienst kleiner, leichter Rassen angewiesen. Solang die Elterntiere gesund sind und der Züchter bei der Gestaltung der Nester den Anforderungen, die eine große, schwere Rasse an die Nistzelle stellt, Sorge trägt, kann pro Zuchtsaison mit sechs Jungtieren pro Paar gerechnet werden.